# Obhausen
Obhausen település Németországban, azon belül Szász-Anhalt tartományban. Lakosainak száma 2170 fő (2023. december 31.). Obhausen Querfurt, Farnstädt, Schraplau, Seegebiet Mansfelder Land, Teutschenthal, Bad Lauchstädt és Nemsdorf-Göhrendorf községekkel határos.

## Népesség
A település népességének változása:
| Lakosok száma | 2231 | 2240 | 2225 | 2211 | 2170 |
|               | 2017 | 2019 | 2021 | 2022 | 2023 |